# أبوباكار كاراموكو
أبوباكار كاراموكو (بالإسبانية: Aboubakar Karamoko)‏ (15 أكتوبر 1999 في كوت ديفوار - ) هو لاعب كرة قدم إفواري في مركز لعب سابقاً في نادي يونايتد الإماراتي.

## روابط خارجية
- أبوباكار كاراموكو على موقع قاعدة بيانات كرة القدم.إي يو (الإنجليزية)
- أبوباكار كاراموكو على موقع Soccerway.com (الإنجليزية)